# نقابة الكتاب الأمريكية
نقابة الكتاب الأمريكية (بالإنجليزية: The Writers Guild of America)‏؛ تشير إلى نقابتين رئيسيتين تقعان في الولايات المتحدة الأمريكية، وهما: نقابة الكتاب الأمريكية الغربية التي يقع مقرها في مدينة لوس أنجلس بولاية كاليفورنيا، ونقابة الكتاب الأمريكية الشرقية الواقع مقرها في مدينة نيويورك.

## نشاطات عامة
- إضراب نقابة الكتاب الأمريكية 1961
- إضراب نقابة الكتاب الأمريكية 1981
- إضراب نقابة الكتاب الأمريكية 1985
- إضراب نقابة الكتاب الأمريكية 1988
- إضراب نقابة الكتاب الأمريكية 2007

## شؤون متصلة
- جوائز نقابة الكتاب الأمريكية